# Херрхаузен, Альфред
Альфред Херрхаузен (нем. Alfred Herrhausen, 30 января 1930, Эссен — 30 ноября 1989, Бад-Хомбург) — немецкий политик и банкир, председатель правления Deutsche Bank, крупнейшего акционерного банка Германии.

## Биография
Альфред Херрхаузен и его сестра-близнец Анна родились в семье Карла Херрхаузена и его жены Хеллы. Херрхаузен учился в средней школе Carl-Humann в Эссене. После Второй мировой войны он изучал экономику в Кёльне.
Работал в Ruhrgas AG, в Deutsche Bank перешёл в 1969 году.

## Деятельность
Херрхаузен работал над реструктуризацией корпоративной структуры Deutsche Bank и сделал банк бесспорным лидером на рынке в Германии. Прилагал усилия к приобретению банком военно-промышленного концерна Мессершмитт-Белкоф-Блом для слияния его с другим промышленным активом банка, концерном Daimler-Benz. Основное внимание было сосредоточено на банковском страховании и выходе на международные рынки. К их числу относятся основания сберегательного и страхового подразделений а также приобретение за 1,4 млрд.долл. США британского банка Morgan Grenfell в 1989 году, о котором Херрхаузен объявил за несколько дней до своей гибели.
Выступал активным сторонником объединения Германии, отмечая, что «мир должен позволить немцам иметь то, что имеют граждане любой другой страны: национальную идентичность, которую не стоит путать с национализмом». Его деятельность получила самые высокие оценки со стороны канцлера ФРГ Гельмута Коля.
Херрхаузен активно занимался построением единого финансового пространства Европы и единой европейской валютной системы, куда предполагалось включить страны Восточного блока. Был инициатором предоставления кредита СССР в размере 1,6 млрд долл. США, рассчитывая на получение экономической отдачи по прошествии длительного срока, «через два поколения». Херрхаузен отмечал, что если Китай, начавший с экономических реформ, не желает проводить либерализацию политического строя, то СССР, начавший с политических реформ, неспособен решить проблемы своей экономики.
Проявлял активный интерес к проблемам третьего мира. Его пропаганда мер по облегчению долгового бремени стран третьего мира привлекла международное внимание и вызвала ожесточенное сопротивление, особенно в англо-американском финансовом мире.

## Убийство

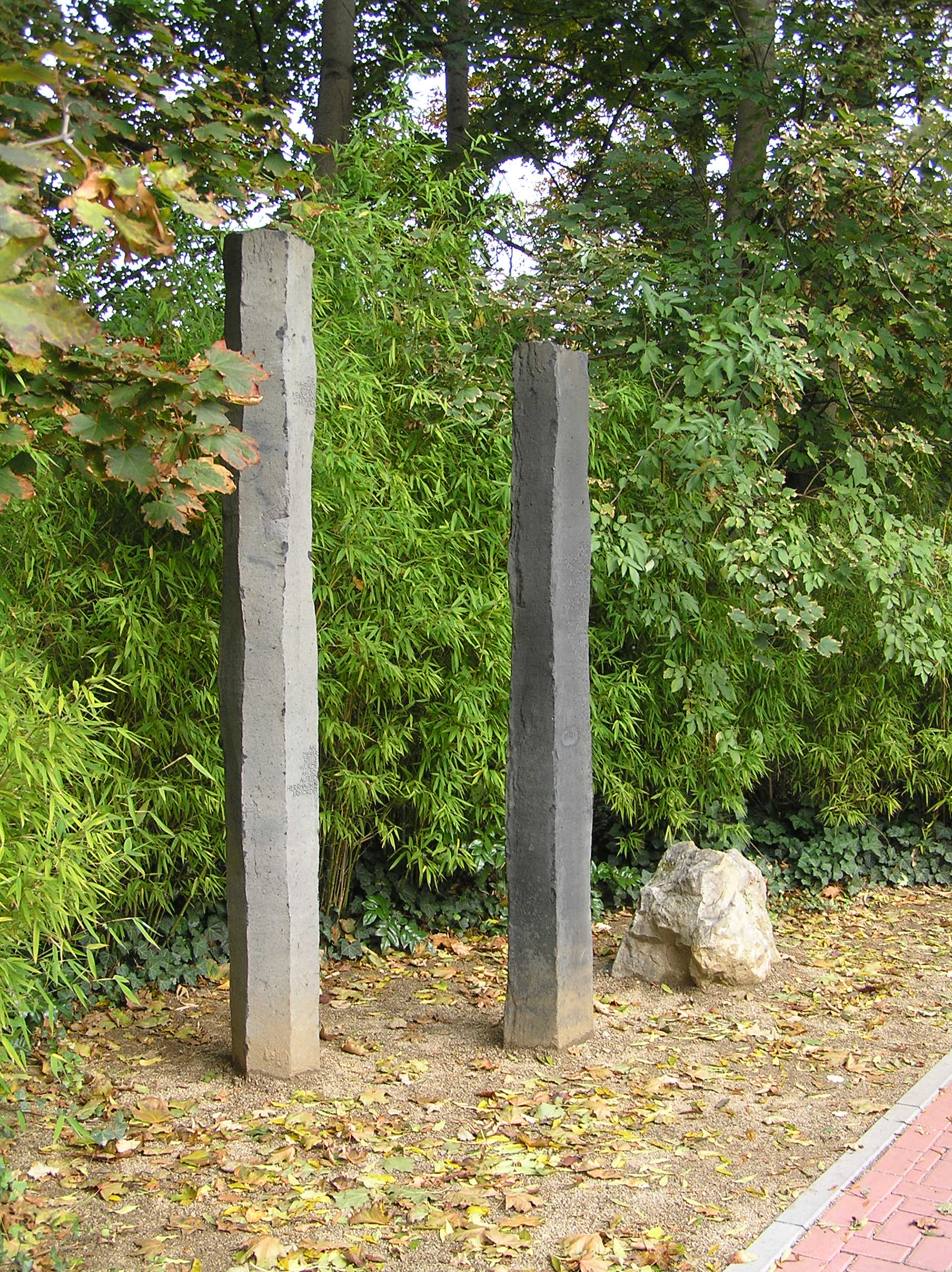
Памятный знак на месте убийства директора Deutsche Bank Альфреда Херрхаузена в 1989 году, Бад-Хомбург.

Херрхаузен погиб 30 ноября 1989 года в результате террористического акта по дороге на работу. Его бронированный «Мерседес» был подорван в 8:37. Херрхаузен получил смертельные ранения и вскоре скончался.
7-кг бомба на принципе ударного ядра была спрятана в сумке седла на велосипеде рядом с дорогой. Она была снабжена оптическим бесконтактным датчиком с установленной задержкой. Ударное ядро поразило заднюю боковую дверь бронированного Mercedes-Benz S-класса. Часть конструкции двери вошла в бедро и вызвала разрыв артерии. Водитель автомобиля был ранен осколком в голову и руку. Ехавшие в автомобиле сопровождения телохранители не предприняли никаких действий для оказания первой помощи, мотивируя свои действия опасностью повторных взрывов. Херрхаузен умер через несколько минут от кровопотери. Вполне возможно, что немедленно оказанная помощь могла спасти жизнь. Поведение телохранителя не обошлось без критики.
Подозрение в организации убийства пало на RAF, однако причастность этой организации к убийству доказана не была. Германские журналисты Герхард Вишневски (Gerhard Wisnewski), Вольфганг Ландгрэбер (Wolfgang Landgraeber) и Эккехард Зикер (Ekkehard Sieker), изучавшие материалы следствия в отношении причастности RAF к убийству Херрхаузена, обнаружили массу нестыковок в версии следствия. Далее они изучили другие дела, где подозреваемыми или обвиняемыми выступали члены RAF, и обнаружили аналогичные нестыковки. Кроме того, отмечалось значительное изменение «почерка» террористических актов RAF: члены «третьего поколения» данной организации не оставляли улик и проводили свои операции на высочайшем техническом и организационном уровне, недоступном для подпольщиков, свидетельством чему является и убийство Херрхаузена.